# Otolia Kraszewska
Otolia Kraszewska (ur. 15 lutego 1859 w Żytomierzu, zm. 3 marca 1945 w Monachium) – polska malarka mieszkająca w Monachium.

## Życiorys
Ponieważ ojciec po upadku powstania styczniowego został skazany na zesłanie, do jego śmierci w 1868 roku mieszkała w Tambowie. Potem mieszkała w Mediolanie, Lwowie, Żytomierzu, a od 1877 roku na Krymie. Tam uczyła się u rosyjskiego malarza marynisty I. Ajwazowskiego. W 1885 roku, korzystając ze stypendium ufundowanego przez rosyjskiego malarza, wyjechała ze swoją babką do Monachium. Tam uczyła się u Franza Roubauda. Od 1888 roku była członkiem Monachijskiego Stowarzyszenia Artystów (Kunstrerein München), a od 1892 roku wystawiała obrazy na wystawie w Pałacu Szklanym oraz w warszawskiej Zachęcie. W latach 1891–1897 współpracowała z czasopismem Meggendorfer Humoristische Blätter, a od 1897 do 1916 z pismem Jugend. Mieszkając w Monachium, starała się o obywatelstwo niemieckie, ale dwukrotnie otrzymała odmowę. W 1919 roku otrzymała paszport ukraiński, w 1925 roku została uznana za bezpaństwowca i wydano jej tzw. paszport nansenowski. Obywatelstwo niemieckie otrzymała dopiero w 1945 roku. W grudniu 1944 roku zamieszkała Monachium, gdzie zmarła 3 marca 1945 roku.

## Twórczość
Badacze twórczości Kraszewskiej zarejestrowali około 100 jej dzieł, z których 20% jest znanych z reprodukcji lub opisów. Oprócz obrazów olejnych znana jest również jako twórca ilustracji oraz sztuki użytkowej (wachlarzy i kart pocztowych).

### Obrazy
Swoje obrazy Kraszewska zaliczała do „sztuki salonowej”. Badacze zaliczają je do nurtu sentymentalnego. Obrazy rodzajowe pokazują moment uniesień miłosnych (np. Marzenie (1901), List miłosny) oraz młodych par, które odwiedzają wróżkę, aby poznać przyszłość (np. Młoda para u wróżki (1905), Kabalarka). Jednak najczęstszym tematem jej obrazów są kwiaty (Kobieta układająca kwiaty (1905)).

### Ilustracje
W ramach współpracy z czasopismami stworzyła ponad 50 ilustracji. W latach 1891–1897 powstały 33 ilustracje, które zgodnie z założeniem pisma Meggendorfer Humoristische Blätter ilustrowały umieszczane w nim żarty i humoreski. Podczas ponad 20 lat współpracy z pismem Jugend powstało 21 ilustracji, w tym 3 zostały umieszczone na okładce. Rysunki publikowała również w polskich czasopismach takich jak: Tygodnik Ilustrowany, Świat, Życie i sztuka, Ziarno.

### Sztuka użytkowa
Otolia Kraszewska w ramach współpracy z wydawnictwem Georga Hirtha realizowała prywatne zamówienia na karty pocztowe, karty wizytowe, menu i ekslibrisy. Dla pań z arystokracji malowała wachlarze. Jeden egzemplarz wachlarza jej autorstwa posiada Muzeum im Jacka Malczewskiego w Radomiu.